# Breux-sur-Avre
Breux-sur-Avre település Franciaországban, Eure megyében. Lakosainak száma 336 fő (2022. január 1.). Breux-sur-Avre Acon, Droisy és L’Hosmes községekkel határos.

## Népesség
A település népességének változása:
| Lakosok száma | 198  | 208  | 218  | 305  | 350  | 346  | 346  | 338  | 339  | 336  |
|               | 1968 | 1982 | 1990 | 2006 | 2013 | 2015 | 2017 | 2019 | 2020 | 2022 |